# 2010년 일본 프로 야구 올스타전
2010년 일본 프로 야구 올스타전은 2010년 7월 23일과 7월 24일에 열린 일본 프로 야구의 올스타전 경기이다.

## 개요
2008년부터 계속된 마쓰다의 특별 협찬을 받아 ‘마쓰다 올스타 게임 2010’(マツダオールスターゲーム2010)이라는 이름으로 개최됐다. 또한 이 올스타전은 센트럴 리그 및 퍼시픽 리그의 대항 형식으로서는 통산 60번째이다(1950년은 양대 리그가 발족된 직후이기 때문에 그 해의 올스타전이 시행되지 않았고 제1회 개최는 1951년이다).
제60회 올스타전 개최를 기념하기 위해 마쓰다의 협조 하에 ‘마쓰다 프리머시 플러스 원 드림’이라는 인터넷 팬 투표를 실시하여 팬 투표, 선수간 투표, 감독 추천 중에서 어느 쪽에도 뽑히지 않은 선수를 대상으로 최다 득표수를 얻은 선수를 선정했다. 그 결과, 출전 선수는 예년의 28명보다 1명 많은 29명으로 나타났다.

## 일정
- 1차전 : 7월 23일

후쿠오카 Yahoo! JAPAN 돔(18시 26분에 시작, 퍼시픽 리그가 홈팀으로 취급)
- 2차전 : 7월 24일

니가타 현립 도야노가타 공원 야구장(HARD OFF ECO 스타디움 니가타)(18시 09분에 시작, 센트럴 리그가 홈팀으로 취급)

## 출장 선수
| 범례 - 굵은 글씨 : 팬 투표에 의한 출장 - ※ : 선수간 투표에 의한 출장 - ◇ : ‘마쓰다 프리머시 플러스 원 드림’ 투표에 의한 출장 - ▲ : 출장 사퇴 선수 발생에 의한 보충 선수 - 그 외에는 감독 추천에 의한 출장 |

| 센트럴 리그 | 센트럴 리그          | 센트럴 리그 | 센트럴 리그 |
| ----------- | -------------------- | ----------- | ----------- |
| 감독        | 하라 다쓰노리        | 요미우리    |             |
| 코치        | 오치아이 히로미쓰    | 주니치      |             |
| 코치        | 오가와 준지          | 야쿠르트    |             |
| 선발 투수   | 마에다 겐타※         | 히로시마    | 첫 출장     |
| 중간 계투   | 오치 다이스케        | 요미우리    | 첫 출장     |
| 마무리 투수 | 후지카와 규지        | 한신        | 6           |
| 투수        | 구보 유야            | 요미우리    | 첫 출장     |
| 투수        | 도노 슌              | 요미우리    | 첫 출장     |
| 투수        | 우쓰미 데쓰야        | 요미우리    | 3           |
| 투수        | 이와세 히토키        | 주니치      | 7           |
| 투수        | 요시미 가즈키        | 주니치      | 3(1)        |
| 투수        | 아사오 다쿠야        | 주니치      | 첫 출장     |
| 투수        | 임창용               | 야쿠르트    | 2           |
| 투수        | 구보 야스토모        | 한신        | 첫 출장     |
| 투수        | 야마구치 슌          | 요코하마    | 첫 출장     |
| 포수        | 조지마 겐지          | 한신        | 10(1)       |
| 포수        | 아베 신노스케※       | 요미우리    | 7           |
| 포수        | 아이카와 료지        | 야쿠르트    | 3           |
| 1루수       | 구리하라 겐타        | 히로시마    | 3           |
| 1루수       | T. 블랑코※           | 주니치      | 2           |
| 2루수       | 히가시데 아키히로    | 히로시마    | 4           |
| 2루수       | 이바타 히로카즈※     | 주니치      | 7           |
| 3루수       | 오가사와라 미치히로※ | 요미우리    | 11          |
| 유격수      | 사카모토 하야토※     | 요미우리    | 3           |
| 내야수      | 모리노 마사히코      | 주니치      | 2           |
| 내야수      | 히라노 게이이치      | 한신        | 2           |
| 내야수      | C. 브라젤◇           | 한신        | 첫 출장     |
| 외야수      | 아오키 노리치카※     | 야쿠르트    | 6           |
| 외야수      | 마쓰모토 데쓰야      | 요미우리    | 첫 출장     |
| 외야수      | A. 라미레스※         | 요미우리    | 6           |
| 외야수      | 와다 가즈히로※       | 주니치      | 5           |
| 외야수      | M. 머턴              | 한신        | 첫 출장     |
| 외야수      | 히로세 준▲           | 히로시마    | 첫 출장     |

| 퍼시픽 리그 | 퍼시픽 리그        | 퍼시픽 리그 | 퍼시픽 리그 |
| ----------- | ------------------ | ----------- | ----------- |
| 감독        | 나시다 마사타카    | 닛폰햄      |             |
| 코치        | M. 브라운          | 라쿠텐      |             |
| 코치        | 아키야마 고지      | 소프트뱅크  |             |
| 선발 투수   | 스기우치 도시야    | 소프트뱅크  | 5           |
| 중간 계투   | B. 팔켄보그        | 소프트뱅크  | 2           |
| 마무리 투수 | 마하라 다카히로    | 소프트뱅크  | 3           |
| 투수        | 다르빗슈 유※       | 닛폰햄      | 4           |
| 투수        | 나가이 사토시      | 라쿠텐      | 첫 출장     |
| 투수        | 가와기시 쓰요시    | 라쿠텐      | 첫 출장     |
| 투수        | 와다 쓰요시        | 소프트뱅크  | 3           |
| 투수        | 와쿠이 히데아키    | 세이부      | 4           |
| 투수        | B. 시코스키        | 세이부      | 2           |
| 투수        | 고바야시 히로      | 지바 롯데   | 5           |
| 투수        | 기사누키 히로시    | 오릭스      | 2           |
| 투수        | 히라노 요시히사    | 오릭스      | 2           |
| 포수        | 사토자키 도모야    | 지바 롯데   | 5           |
| 포수        | 시마 모토히로※     | 라쿠텐      | 2           |
| 1루수       | 김태균※            | 지바 롯데   | 첫 출장     |
| 2루수       | 이구치 다다히토    | 지바 롯데   | 6           |
| 2루수       | 가타오카 야스유키※ | 세이부      | 2           |
| 3루수       | 나카무라 다케야※   | 세이부      | 3           |
| 유격수      | 가와사키 무네노리  | 소프트뱅크  | 7           |
| 유격수      | 나카지마 히로유키※ | 세이부      | 6           |
| 내야수      | 니시오카 쓰요시    | 지바 롯데   | 5           |
| 내야수      | 고야노 에이이치▲   | 닛폰햄      | 첫 출장     |
| 내야수      | 다나카 겐스케◇     | 닛폰햄      | 2           |
| 외야수      | 이나바 아쓰노리※   | 닛폰햄      | 6           |
| 외야수      | T-오카다           | 오릭스      | 첫 출장     |
| 외야수      | 다무라 히토시      | 소프트뱅크  | 첫 출장     |
| 외야수      | 뎃페이※            | 라쿠텐      | 2           |
| 외야수      | 이토이 요시오※     | 닛폰햄      | 2           |
| 지명타자    | 니오카 도모히로    | 닛폰햄      | 7           |
| 지명타자    | 야마사키 다케시※   | 라쿠텐      | 5           |

- 숫자는 출장 횟수를 뜻하며 괄호 안에 있는 숫자는 상기 횟수 가운데 부상 때문에 출전하지 못한 횟수.

1. ↑  오른쪽 척골 돌기 골절로 인해 출전을 포기했으며 대체할 선수로는 히로세가 선출했다.
2. ↑  오른쪽 팔꿈치 후방 골극 및 유리체 장애로 인해 출전을 포기했으며 대체할 선수로는 고야노가 선출했다.

더욱이 사퇴한 선수는 부상 여부에 상관 없이 야구 협약 86조에 의해 올스타전 종료 후 후반기 시작 시점부터 10경기 동안 선수 등록이 불가능하다.

## 올스타전 경기 결과

### 1차전

#### 스코어
| 팀 | 1 | 2 | 3 | 4 | 5 | 6 | 7 | 8 | 9 | R | H  | E |
| 센트럴 | 0 | 1 | 0 | 1 | 1 | 0 | 1 | 0 | 0 | 4 | 14 | 0 |
| 퍼시픽 | 0 | 0 | 0 | 0 | 0 | 0 | 0 | 1 | 0 | 1 | 4  | 3 |
| 승리 투수: 마에다 겐타(히로시마) 패전 투수: 와다 쓰요시(소프트뱅크) 세이브: 후지카와 규지(한신) 홈런: 퍼시픽 – 야마사키 다케시(라쿠텐·8회 1점) |   |   |   |   |   |   |   |   |   |   |    |   |

#### 출장 선수
| 센트럴 | 센트럴 | 센트럴              |
| 타순   | 수비   | 선수                |
| ------ | ------ | ------------------- |
| 1      | (유)   | 사카모토 하야토     |
| 2      | (一)   | 오가사와라 미치히로 |
| 3      | (우)   | M. 머턴             |
| 4      | (지)   | A. 라미레스         |
| 5      | (三)   | 모리노 마사히코     |
| 6      | (좌)   | 와다 가즈히로       |
| 7      | (포)   | 아베 신노스케       |
| 8      | (중)   | 아오키 노리치카     |
| 9      | (二)   | 히라노 게이이치     |
|        | (투)   | 마에다 겐타         |

| 퍼시픽 | 퍼시픽 | 퍼시픽            |
| 타순   | 수비   | 선수              |
| ------ | ------ | ----------------- |
| 1      | (유)   | 가와사키 무네노리 |
| 2      | (二)   | 이구치 다다히토   |
| 3      | (三)   | 나카지마 히로유키 |
| 4      | (우)   | 다무라 히토시     |
| 5      | (좌)   | T-오카다          |
| 6      | (一)   | 김태균            |
| 7      | (지)   | 니오카 도모히로   |
| 8      | (중)   | 이토이 요시오     |
| 9      | (포)   | 시마 모토히로     |
|        | (투)   | 와다 쓰요시       |

#### 수상 선수
MVP
- 아베 신노스케(요미우리)

베스트 타자상
- 모리노 마사히코(주니치)

베스트 투수상
- 마에다 겐타(히로시마)

베스트 플레이상
- 야마사키 다케시(라쿠텐)

### 2차전

#### 스코어
| 팀 | 1 | 2 | 3 | 4 | 5 | 6 | 7 | 8 | 9 | R | H  | E |
| 퍼시픽 | 1 | 3 | 0 | 0 | 1 | 0 | 0 | 0 | 0 | 5 | 10 | 0 |
| 센트럴 | 0 | 0 | 1 | 0 | 3 | 0 | 0 | 1 | 0 | 5 | 12 | 1 |
| 승리 투수: 없음 패전 투수: 없음 홈런: 퍼시픽 – 야마사키 다케시(라쿠텐·2회 1점), 사토자키 도모야(지바 롯데·2회 2점) 센트럴 – 크레이그 브라젤(한신·2회 2점) |   |   |   |   |   |   |   |   |   |   |    |   |

#### 출장 선수
| 퍼시픽 | 퍼시픽 | 퍼시픽            |
| 타순   | 수비   | 선수              |
| ------ | ------ | ----------------- |
| 1      | (二)   | 가타오카 야스유키 |
| 2      | (유)   | 니시오카 쓰요시   |
| 3      | (우)   | 이나바 아쓰노리   |
| 4      | (좌)   | T-오카다          |
| 5      | (지)   | 김태균            |
| 6      | (一)   | 야마사키 다케시   |
| 7      | (중)   | 뎃페이            |
| 8      | (三)   | 고야노 에이이치   |
| 9      | (포)   | 사토자키 도모야   |
|        | (투)   | 스기우치 도시야   |

| 센트럴 | 센트럴 | 센트럴              |
| 타순   | 수비   | 선수                |
| ------ | ------ | ------------------- |
| 1      | (중)   | 아오키 노리치카     |
| 2      | (유)   | 사카모토 하야토     |
| 3      | (三)   | 오가사와라 미치히로 |
| 4      | (지)   | A. 라미레스         |
| 5      | (一)   | C. 브라젤           |
| 6      | (좌)   | 와다 가즈히로       |
| 7      | (포)   | 조지마 겐지         |
| 8      | (二)   | 히가시데 아키히로   |
| 9      | (우)   | 마쓰모토 데쓰야     |
|        | (투)   | 도노 슌             |

#### 수상 선수
MVP
- 가타오카 야스유키(세이부)

베스트 타자상
- 사토자키 도모야(지바 롯데)

베스트 투수상
- 구보 야스토모(한신)

베스트 플레이상
- 아오키 노리치카(야쿠르트)

마쓰다 프리머시상(2경기를 통해서 가장 팬들의 인상에 남은 선수)
- 야마구치 슌(요코하마)

## 같이 보기
- 일본 야구 기구
- 일본 프로 야구 올스타전